# Mistrovství světa v ledním hokeji 2025 (Divize III)
Mistrovství světa v ledním hokeji 2025 (Divize III) je mezinárodní hokejový turnaj pořádaný Mezinárodní hokejovou federací.
Turnaj skupiny A se konal v tureckém Istanbulu od 21. do 27. dubna 2025 a turnaj skupiny B se konal v mexickém Santiago de Querétaro od 27. dubna do 3. května 2025.

## Skupina A

### Týmy
| Týmy                | Kvalifikace                                               |
| ------------------- | --------------------------------------------------------- |
| Turecko             | Pořadatel, 6. místo v Divizi II – skupina B 2024 – sestup |
| Kyrgyzstán          | 2. místo v Divizi III – skupina A 2024                    |
| Lucembursko         | 3. místo v Divizi III – skupina A 2024                    |
| Turkmenistán        | 4. místo v Divizi III – skupina A 2024                    |
| JAR                 | 5. místo v Divizi III – skupina A 2024                    |
| Bosna a Hercegovina | 1. místo v Divizi III – skupina B 2024 – postup           |

### Rozhodčí
| Hlavní                                                                  | Čároví |
| ----------------------------------------------------------------------- | --- |
| - Filip Metzinger - Nicolaas van Grinsven - Ryan Cairns - Petter Bakken | - Martin Boyadjiev - Óli Gunnarsson - Damir Dairov - Jozef Tichý - Kang Kyu-seong - Taha Kavlakoğlu - Gökhan Peker |

### Tabulka
|  | Postupující do divize II B  |
|  | Sestupující do divize III B |

| Poř. | Tým                 | Z | V | VP | PP | P | GV | GI | +/- | B  |
| ---- | ------------------- | - | - | -- | -- | - | -- | -- | --- | -- |
| 1.   | Kyrgyzstán          | 5 | 5 | 0  | 0  | 0 | 27 | 5  | +22 | 15 |
| 2.   | Turkmenistán        | 5 | 3 | 1  | 0  | 1 | 20 | 18 | +2  | 11 |
| 3.   | Turecko             | 5 | 3 | 0  | 0  | 2 | 19 | 8  | +11 | 9  |
| 4.   | JAR                 | 5 | 1 | 0  | 1  | 3 | 12 | 24 | -12 | 4  |
| 5.   | Bosna a Hercegovina | 5 | 1 | 0  | 0  | 4 | 12 | 16 | -4  | 3  |
| 6.   | Lucembursko         | 5 | 1 | 0  | 0  | 4 | 10 | 29 | -19 | 3  |

### Zápasy
Všechny časy jsou místní (UTC+3).
| 21. dubna 2025 13:00 | Kyrgyzstán | 5 : 2 (2:1, 2:0, 1:1) | JAR | Zeytinburnu Ice Rink, Istanbul Návštěvnost: 75 |  |

| Report           |                  |          |           |                                                            |
| Alexander Petrov | Alexander Petrov | Brankáři | Ryan Boyd | Rozhodčí: Filip Metzinger Čároví: Gökhan Peker Jozef Tichý |
| 8 min            | 8 min            | Tresty   | 10 min    | Rozhodčí: Filip Metzinger Čároví: Gökhan Peker Jozef Tichý |
| 43               | 43               | Střely   | 22        | Rozhodčí: Filip Metzinger Čároví: Gökhan Peker Jozef Tichý |

| 21. dubna 2025 16:30 | Bosna a Hercegovina | 1 : 3 (1:1, 0:0, 0:2) | Turkmenistán | Zeytinburnu Ice Rink, Istanbul Návštěvnost: 55 |  |

| Report     |            |          |                  |                                                                |
| Ivan Popov | Ivan Popov | Brankáři | Keremli Charyyev | Rozhodčí: Ryan Cairns Čároví: Martin Boyadijev Taha Kavlakoğlu |
| 37 min     | 37 min     | Tresty   | 6 min            | Rozhodčí: Ryan Cairns Čároví: Martin Boyadijev Taha Kavlakoğlu |
| 25         | 25         | Střely   | 42               | Rozhodčí: Ryan Cairns Čároví: Martin Boyadijev Taha Kavlakoğlu |

| 21. dubna 2025 20:00 | Lucembursko | 1 : 7 (0:4, 0:2, 1:1) | Turecko | Zeytinburnu Ice Rink, Istanbul Návštěvnost: 1 453 |  |

| Report        |               |          |                |                                                                     |
| Sven Oberweis | Sven Oberweis | Brankáři | Saveli Voronov | Rozhodčí: Nicolaas van Grinsven Čároví: Damir Dairov Óli Gunnarsson |
| 10 min        | 10 min        | Tresty   | 0 min          | Rozhodčí: Nicolaas van Grinsven Čároví: Damir Dairov Óli Gunnarsson |
| 19            | 19            | Střely   | 45             | Rozhodčí: Nicolaas van Grinsven Čároví: Damir Dairov Óli Gunnarsson |

| 22. dubna 2025 13:00 | JAR | 3 : 2 (1:0, 2:1, 0:1) | Bosna a Hercegovina | Zeytinburnu Ice Rink, Istanbul Návštěvnost: 57 |  |

| Report    |           |          |            |                                                             |
| Ryan Boyd | Ryan Boyd | Brankáři | Ivan Popov | Rozhodčí: Petter Bakken Čároví: Taha Kavlakoğlu Jozef Tichý |
| 31 min    | 31 min    | Tresty   | 8 min      | Rozhodčí: Petter Bakken Čároví: Taha Kavlakoğlu Jozef Tichý |
| 33        | 33        | Střely   | 43         | Rozhodčí: Petter Bakken Čároví: Taha Kavlakoğlu Jozef Tichý |

| 22. dubna 2025 16:30 | Kyrgyzstán | 6 : 0 (0:0, 3:0, 3:0) | Lucembursko | Zeytinburnu Ice Rink, Istanbul Návštěvnost: 150 |  |

| Report           |                  |          |                             |                                                             |
| Alexander Petrov | Alexander Petrov | Brankáři | Sven Oberweis Sven Cruchten | Rozhodčí: Filip Metzinger Čároví: Damir Dairov Gökhan Peker |
| 4 min            | 4 min            | Tresty   | 6 min                       | Rozhodčí: Filip Metzinger Čároví: Damir Dairov Gökhan Peker |
| 50               | 50               | Střely   | 13                          | Rozhodčí: Filip Metzinger Čároví: Damir Dairov Gökhan Peker |

| 22. dubna 2025 20:00 | Turecko | 1 : 2 (1:1, 0:1, 0:0) | Turkmenistán | Zeytinburnu Ice Rink, Istanbul Návštěvnost: 1 071 |  |

| Report         |                |          |                  |                                                               |
| Saveli Voronov | Saveli Voronov | Brankáři | Keremli Charyyev | Rozhodčí: Ryan Cairns Čároví: Martin Boyadjiev Kang Kyu-seong |
| 8 min          | 8 min          | Tresty   | 6 min            | Rozhodčí: Ryan Cairns Čároví: Martin Boyadjiev Kang Kyu-seong |
| 28             | 28             | Střely   | 25               | Rozhodčí: Ryan Cairns Čároví: Martin Boyadjiev Kang Kyu-seong |

| 24. dubna 2025 13:00 | Lucembursko | 3 : 8 (1:1, 1:0, 0:7) | Turkmenistán | Zeytinburnu Ice Rink, Istanbul Návštěvnost: 55 |  |

| Report        |               |          |                  |                                                           |
| Sven Oberweis | Sven Oberweis | Brankáři | Keremli Charyyev | Rozhodčí: Ryan Cairns Čároví: Kang Kyu-seong Gökhan Peker |
| 6 min         | 6 min         | Tresty   | 8 min            | Rozhodčí: Ryan Cairns Čároví: Kang Kyu-seong Gökhan Peker |
| 28            | 28            | Střely   | 38               | Rozhodčí: Ryan Cairns Čároví: Kang Kyu-seong Gökhan Peker |

| 24. dubna 2025 16:30 | Kyrgyzstán | 5 : 1 (2:0, 1:0, 2:1) | Bosna a Hercegovina | Zeytinburnu Ice Rink, Istanbul Návštěvnost: 63 |  |

| Report           |                  |          |            |                                                                  |
| Alexander Petrov | Alexander Petrov | Brankáři | Ivan Popov | Rozhodčí: Nicolaas van Grinsven Čároví: Damir Dairov Jozef Tichý |
| 73 min           | 73 min           | Tresty   | 87 min     | Rozhodčí: Nicolaas van Grinsven Čároví: Damir Dairov Jozef Tichý |
| 56               | 56               | Střely   | 20         | Rozhodčí: Nicolaas van Grinsven Čároví: Damir Dairov Jozef Tichý |

| 24. dubna 2025 20:00 | Turecko | 7 : 0 (3:0, 3:0, 1:0) | JAR | Zeytinburnu Ice Rink, Istanbul Návštěvnost: 750 |  |

| Report         |                |          |                              |                                                                 |
| Saveli Voronov | Saveli Voronov | Brankáři | Ryan Boyd Ruan van der Merwe | Rozhodčí: Petter Bakken Čároví: Martin Boyadijev Óli Gunnarsson |
| 6 min          | 6 min          | Tresty   | 4 min                        | Rozhodčí: Petter Bakken Čároví: Martin Boyadijev Óli Gunnarsson |
| 39             | 39             | Střely   | 23                           | Rozhodčí: Petter Bakken Čároví: Martin Boyadijev Óli Gunnarsson |

| 25. dubna 2025 13:00 | Turkmenistán | 1 : 8 (0:4, 1:3, 0:1) | Kyrgyzstán | Zeytinburnu Ice Rink, Istanbul Návštěvnost: 45 |  |

| Report           |                  |          |                  |                                                             |
| Keremli Charyyev | Keremli Charyyev | Brankáři | Alexander Petrov | Rozhodčí: Petter Bakken Čároví: Taha Kavlakoğlu Jozef Tichý |
| 8 min            | 8 min            | Tresty   | 4 min            | Rozhodčí: Petter Bakken Čároví: Taha Kavlakoğlu Jozef Tichý |
| 11               | 11               | Střely   | 56               | Rozhodčí: Petter Bakken Čároví: Taha Kavlakoğlu Jozef Tichý |

| 25. dubna 2025 16:30 | JAR | 2 : 4 (1:2, 0:1, 1:1) | Lucembursko | Zeytinburnu Ice Rink, Istanbul Návštěvnost: 60 |  |

| Report    |           |          |               |                                                                         |
| Ryan Boyd | Ryan Boyd | Brankáři | Sven Oberweis | Rozhodčí: Nicolaas van Grinsven Čároví: Martin Boyadijev Óli Gunnarsson |
| 4 min     | 4 min     | Tresty   | 2 min         | Rozhodčí: Nicolaas van Grinsven Čároví: Martin Boyadijev Óli Gunnarsson |
| 21        | 21        | Střely   | 28            | Rozhodčí: Nicolaas van Grinsven Čároví: Martin Boyadijev Óli Gunnarsson |

| 25. dubna 2025 20:00 | Bosna a Hercegovina | 2 : 3 (0:3, 1:0, 1:0) | Turecko | Zeytinburnu Ice Rink, Istanbul Návštěvnost: 1 036 |  |

| Report     |            |          |                |                                                               |
| Ivan Popov | Ivan Popov | Brankáři | Saveli Voronov | Rozhodčí: Filip Metzinger Čároví: Damir Dairov Kang Kyu-seong |
| 4 min      | 4 min      | Tresty   | 6 min          | Rozhodčí: Filip Metzinger Čároví: Damir Dairov Kang Kyu-seong |
| 19         | 19         | Střely   | 35             | Rozhodčí: Filip Metzinger Čároví: Damir Dairov Kang Kyu-seong |

| 27. dubna 2025 13:00 | Lucembursko | 2 : 6 (1:2, 1:3, 0:1) | Bosna a Hercegovina | Zeytinburnu Ice Rink, Istanbul Návštěvnost: 75 |  |

| Report        |               |          |            |                                                              |
| Sven Oberweis | Sven Oberweis | Brankáři | Ivan Popov | Rozhodčí: Filip Metzinger Čároví: Óli Gunnarsson Jozef Tichý |
| 4 min         | 4 min         | Tresty   | 2 min      | Rozhodčí: Filip Metzinger Čároví: Óli Gunnarsson Jozef Tichý |
| 29            | 29            | Střely   | 30         | Rozhodčí: Filip Metzinger Čároví: Óli Gunnarsson Jozef Tichý |

| 27. dubna 2025 16:30 | Turkmenistán | 6 : 5 PP (2:4, 0:1, 3:0 - 1:0) | JAR | Zeytinburnu Ice Rink, Istanbul Návštěvnost: 145 |  |

| Report           |                  |          |           |                                                                      |
| Keremli Charyyev | Keremli Charyyev | Brankáři | Ryan Boyd | Rozhodčí: Nicolaas van Grinsven Čároví: Taha Kavlakoğlu Gökhan Peker |
| 2 min            | 2 min            | Tresty   | 2 min     | Rozhodčí: Nicolaas van Grinsven Čároví: Taha Kavlakoğlu Gökhan Peker |
| 28               | 28               | Střely   | 25        | Rozhodčí: Nicolaas van Grinsven Čároví: Taha Kavlakoğlu Gökhan Peker |

| 27. dubna 2025 20:00 | Turecko | 1 : 3 (0:1, 1:1, 0:1) | Kyrgyzstán | Zeytinburnu Ice Rink, Istanbul Návštěvnost: 1 938 |  |

| Report         |                |          |                  |                                                                 |
| Saveli Voronov | Saveli Voronov | Brankáři | Alexander Petrov | Rozhodčí: Petter Bakken Čároví: Martin Boyadjiev Kang Kyu-seong |
| 2 min          | 2 min          | Tresty   | 2 min            | Rozhodčí: Petter Bakken Čároví: Martin Boyadjiev Kang Kyu-seong |
| 31             | 31             | Střely   | 39               | Rozhodčí: Petter Bakken Čároví: Martin Boyadjiev Kang Kyu-seong |

### Hráčské statistiky

#### Kanadské bodování
Toto je pořadí hráčů podle dosažených bodů. Za jeden vstřelený gól nebo přihrávku na gól hráč získal jeden bod. 
| Poř. | Hráč                | Tým                 | Z | G | A | B | TM | +/- |
| ---- | ------------------- | ------------------- | - | - | - | - | -- | --- |
| 1.   | Mamed Seifulov      | Kyrgyzstán          | 5 | 6 | 3 | 9 | 2  | +9  |
| 2.   | Colm Cannon         | Lucembursko         | 5 | 5 | 3 | 8 | 6  | -2  |
| 3.   | Mikhail Chuvalov    | Kyrgyzstán          | 5 | 3 | 4 | 7 | 2  | +8  |
| 4.   | Ferhat Bakal        | Turecko             | 5 | 5 | 1 | 6 | 0  | +6  |
| 4.   | Pavel Barkovskiy    | Turkmenistán        | 5 | 5 | 1 | 6 | 4  | +5  |
| 6.   | Claude Mossong      | Lucembursko         | 5 | 3 | 3 | 6 | 2  | -2  |
| 6.   | Vladimir Tonkikh    | Kyrgyzstán          | 5 | 3 | 3 | 6 | 9  | +5  |
| 8.   | Adnan Mlivic        | Bosna a Hercegovina | 5 | 1 | 5 | 6 | 0  | +1  |
| 9.   | Baymyrat Baymyradov | Turkmenistán        | 5 | 4 | 1 | 5 | 0  | +2  |
| 10.  | Kerven Baylyyev     | Turkmenistán        | 5 | 3 | 2 | 5 | 0  | +8  |
| 10.  | Ersultan Mirbekov   | Kyrgyzstán          | 5 | 3 | 2 | 5 | 29 | +6  |

#### Hodnocení brankářů
Toto je pořadí brankářů podle úspěšnosti zákroků. 
| Poř. | Hráč             | Tým                 | Z | MIN | OG | PZ  | PS  | POG  | Úsp%  |
| ---- | ---------------- | ------------------- | - | --- | -- | --- | --- | ---- | ----- |
| 1.   | Alexander Petrov | Kyrgyzstán          | 5 | 280 | 5  | 87  | 92  | 1.07 | 94.57 |
| 2.   | Saveli Voronov   | Turecko             | 5 | 296 | 8  | 117 | 125 | 1.62 | 93.6  |
| 3.   | Ivan Popov       | Bosna a Hercegovina | 5 | 298 | 16 | 179 | 195 | 3.23 | 91.79 |
| 4.   | Keremli Charyyev | Turkmenistán        | 5 | 301 | 18 | 143 | 161 | 3.59 | 88.82 |
| 5.   | Ryan Boyd        | JAR                 | 5 | 270 | 22 | 139 | 161 | 4.89 | 86.34 |
| 6.   | Sven Oberweis    | Lucembursko         | 5 | 293 | 27 | 148 | 175 | 5.54 | 84.57 |

## Skupina B

### Týmy
| Týmy          | Kvalifikace                                                |
| ------------- | ---------------------------------------------------------- |
| Mexiko        | Pořadatel, 6. místo v Divizi III – skupina A 2024 – sestup |
| Severní Korea | 2. místo v Divizi III – skupina B 2024                     |
| Hongkong      | 3. místo v Divizi III – skupina B 2024                     |
| Filipíny      | 4. místo v Divizi III – skupina B 2024                     |
| Singapur      | 5. místo v Divizi III – skupina B 2024                     |
| Mongolsko     | 1. místo v Divizi IV 2024 – postup                         |

### Rozhodčí
| Hlavní                                                             | Čároví |
| ------------------------------------------------------------------ | --- |
| - Alexander Hlavaty - Dominic Cadieux - Murat Aygün - Chazz Knoche | - Emilio Gómez - Óscar Pérez - Sem Ramírez - Jason van Rooyen - Aleix Espino - Luis Estirado Revuelta - Zachary Carson |

### Tabulka
|  | Postupující do skupiny A |
|  | Sestupující do divize IV |

| Poř. | Tým           | Z | V | VP | PP | P | GV | GI | +/- | B  |
| ---- | ------------- | - | - | -- | -- | - | -- | -- | --- | -- |
| 1.   | Mexiko        | 5 | 5 | 0  | 0  | 0 | 48 | 12 | +36 | 15 |
| 2.   | Severní Korea | 5 | 3 | 1  | 0  | 1 | 38 | 23 | +15 | 11 |
| 3.   | Hongkong      | 5 | 3 | 0  | 0  | 2 | 42 | 19 | +23 | 9  |
| 4.   | Mongolsko     | 5 | 2 | 0  | 0  | 3 | 36 | 29 | +7  | 6  |
| 5.   | Filipíny      | 5 | 1 | 0  | 1  | 3 | 22 | 46 | -24 | 4  |
| 6.   | Singapur      | 5 | 0 | 0  | 0  | 5 | 4  | 61 | -57 | 0  |

### Zápasy
Všechny časy jsou místní (UTC-5).
| 27. dubna 2025 13:00 | Mongolsko | 13 : 7 (6:3, 4:3, 3:1) | Filipíny | Lakeside Ice Park, Santiago de Querétaro Návštěvnost: 104 |  |

| Report                                      |                                             |          |                               |                                                             |
| Enkhkhuslen Enkh-Erdene Sodbileg Baatarkhuu | Enkhkhuslen Enkh-Erdene Sodbileg Baatarkhuu | Brankáři | Gianpietro Iseppi Irell Perez | Rozhodčí: Dominic Cadieux Čároví: Aleix Espino Emilio Gómez |
| 2 min                                       | 2 min                                       | Tresty   | 31 min                        | Rozhodčí: Dominic Cadieux Čároví: Aleix Espino Emilio Gómez |
| 37                                          | 37                                          | Střely   | 21                            | Rozhodčí: Dominic Cadieux Čároví: Aleix Espino Emilio Gómez |

| 27. dubna 2025 16:30 | Severní Korea | 14 : 1 (5:0, 6:1, 3:0) | Singapur | Lakeside Ice Park, Santiago de Querétaro Návštěvnost: 92 |  |

| Report                      |                             |          |                     |                                                          |
| Kim Kang-gun Jong Kang-song | Kim Kang-gun Jong Kang-song | Brankáři | Joshua Shao Ern Lee | Rozhodčí: Murat Aygün Čároví: Zachary Carson Óscar Pérez |
| 8 min                       | 8 min                       | Tresty   | 10 min              | Rozhodčí: Murat Aygün Čároví: Zachary Carson Óscar Pérez |
| 27                          | 27                          | Střely   | 6                   | Rozhodčí: Murat Aygün Čároví: Zachary Carson Óscar Pérez |

| 27. dubna 2025 20:30 | Hongkong | 2 : 5 (1:2, 0:1, 1:2) | Mexiko | Lakeside Ice Park, Santiago de Querétaro Návštěvnost: 513 |  |

| Report      |             |          |                 |                                                                             |
| Chi King Ho | Chi King Ho | Brankáři | Alfonso de Alba | Rozhodčí: Alexander Hlavaty Čároví: Luis Estirado Revuelta Jason van Rooyen |
| 10 min      | 10 min      | Tresty   | 22 min          | Rozhodčí: Alexander Hlavaty Čároví: Luis Estirado Revuelta Jason van Rooyen |
| 12          | 12          | Střely   | 29              | Rozhodčí: Alexander Hlavaty Čároví: Luis Estirado Revuelta Jason van Rooyen |

| 28. dubna 2025 13:00 | Singapur | 1 : 11 (0:1, 0:4, 1:6) | Mongolsko | Lakeside Ice Park, Santiago de Querétaro Návštěvnost: 57 |  |

| Report     |            |          |                         |                                                                        |
| Joshua Lee | Joshua Lee | Brankáři | Enkhkhuslen Enkh-Erdene | Rozhodčí: Alexander Hlavaty Čároví: Luis Estirado Revuelta Sem Ramírez |
| 8 min      | 8 min      | Tresty   | 4 min                   | Rozhodčí: Alexander Hlavaty Čároví: Luis Estirado Revuelta Sem Ramírez |
| 15         | 15         | Střely   | 66                      | Rozhodčí: Alexander Hlavaty Čároví: Luis Estirado Revuelta Sem Ramírez |

| 28. dubna 2025 16:30 | Severní Korea | 9 : 5 (3:2, 1:2, 5:1) | Hongkong | Lakeside Ice Park, Santiago de Querétaro Návštěvnost: 63 |  |

| Report       |              |          |                 |                                                              |
| Kim Kang-gun | Kim Kang-gun | Brankáři | Cheung Ching Ho | Rozhodčí: Chazz Knoche Čároví: Emilio Gómez Jason van Rooyen |
| 29 min       | 29 min       | Tresty   | 10 min          | Rozhodčí: Chazz Knoche Čároví: Emilio Gómez Jason van Rooyen |
| 31           | 31           | Střely   | 22              | Rozhodčí: Chazz Knoche Čároví: Emilio Gómez Jason van Rooyen |

| 28. dubna 2025 20:30 | Mexiko | 9 : 1 (4:1, 3:0, 2:0) | Filipíny | Lakeside Ice Park, Santiago de Querétaro Návštěvnost: 270 |  |

| Report               |                      |          |                   |                                                               |
| Marcello de Antunano | Marcello de Antunano | Brankáři | Gianpietro Iseppi | Rozhodčí: Dominic Cadieux Čároví: Zachary Carson Aleix Espino |
| 8 min                | 8 min                | Tresty   | 10 min            | Rozhodčí: Dominic Cadieux Čároví: Zachary Carson Aleix Espino |
| 56                   | 56                   | Střely   | 15                | Rozhodčí: Dominic Cadieux Čároví: Zachary Carson Aleix Espino |

| 30. dubna 2025 13:00 | Severní Korea | 7 : 3 (3:2, 3:0, 1:1) | Mongolsko | Lakeside Ice Park, Santiago de Querétaro Návštěvnost: 48 |  |

| Report                      |                             |          |                                             |                                                              |
| Kim Kang-gun Jong Kang-song | Kim Kang-gun Jong Kang-song | Brankáři | Enkhkhuslen Enkh-Erdene Sodbileg Baatarkhuu | Rozhodčí: Alexander Hlavaty Čároví: Aleix Espino Óscar Pérez |
| 16 min                      | 16 min                      | Tresty   | 14 min                                      | Rozhodčí: Alexander Hlavaty Čároví: Aleix Espino Óscar Pérez |
| 30                          | 30                          | Střely   | 36                                          | Rozhodčí: Alexander Hlavaty Čároví: Aleix Espino Óscar Pérez |

| 30. dubna 2025 16:30 | Hongkong | 17 : 2 (6:1, 7:0, 4:1) | Filipíny | Lakeside Ice Park, Santiago de Querétaro Návštěvnost: 94 |  |

| Report                        |                               |          |                               |                                                          |
| Cheung Ching Ho Emerson Keung | Cheung Ching Ho Emerson Keung | Brankáři | Gianpietro Iseppi Irell Pérez | Rozhodčí: Murat Aygün Čároví: Zachary Carson Sem Ramírez |
| 10 min                        | 10 min                        | Tresty   | 18 min                        | Rozhodčí: Murat Aygün Čároví: Zachary Carson Sem Ramírez |
| 40                            | 40                            | Střely   | 13                            | Rozhodčí: Murat Aygün Čároví: Zachary Carson Sem Ramírez |

| 30. dubna 2025 20:30 | Mexiko | 18 : 1 (7:0, 6:0, 5:1) | Singapur | Lakeside Ice Park, Santiago de Querétaro Návštěvnost: 523 |  |

| Report      |             |          |            |                                                                        |
| Tomas Payro | Tomas Payro | Brankáři | Joshua Lee | Rozhodčí: Chazz Knoche Čároví: Luis Estirado Revuelta Jason van Rooyen |
| 4 min       | 4 min       | Tresty   | 6 min      | Rozhodčí: Chazz Knoche Čároví: Luis Estirado Revuelta Jason van Rooyen |
| 66          | 66          | Střely   | 7          | Rozhodčí: Chazz Knoche Čároví: Luis Estirado Revuelta Jason van Rooyen |

| 2. května 2025 13:00 | Singapur | 0 : 11 (0:3, 0:4, 0:4) | Hongkong | Lakeside Ice Park, Santiago de Querétaro Návštěvnost: 83 |  |

| Report              |                     |          |                 |                                                           |
| Joshua Shao Ern Lee | Joshua Shao Ern Lee | Brankáři | Ching Ho Cheung | Rozhodčí: Murat Aygun Čároví: Zachary Carson Emilio Gomez |
| 16 min              | 16 min              | Tresty   | 4 min           | Rozhodčí: Murat Aygun Čároví: Zachary Carson Emilio Gomez |
| 9                   | 9                   | Střely   | 59              | Rozhodčí: Murat Aygun Čároví: Zachary Carson Emilio Gomez |

| 2. května 2025 16:30 | Filipíny | 5 : 6 PP (1:1, 2:3, 2:1 - 0:1) | Severní Korea | Lakeside Ice Park, Santiago de Querétaro Návštěvnost: 95 |  |

| Report            |                   |          |              |                                                           |
| Gianpietro Iseppi | Gianpietro Iseppi | Brankáři | Kang Gun Kim | Rozhodčí: Dominic Cadieux Čároví: Oscar Perez Sem Ramirez |
| 6 min             | 6 min             | Tresty   | 8 min        | Rozhodčí: Dominic Cadieux Čároví: Oscar Perez Sem Ramirez |
| 20                | 20                | Střely   | 42           | Rozhodčí: Dominic Cadieux Čároví: Oscar Perez Sem Ramirez |

| 2. května 2025 20:30 | Mongolsko | 6 : 7 (0:1, 2:3, 4:3) | Mexiko | Lakeside Ice Park, Santiago de Querétaro Návštěvnost: 604 |  |

| Report              |                     |          |                 |                                                                    |
| Sodbileg Baatarkhuu | Sodbileg Baatarkhuu | Brankáři | Alfonso de Alba | Rozhodčí: Chazz Knoche Čároví: Aleix Espino Luis Estirado Revuelta |
| 10 min              | 10 min              | Tresty   | 10 min          | Rozhodčí: Chazz Knoche Čároví: Aleix Espino Luis Estirado Revuelta |
| 22                  | 22                  | Střely   | 36              | Rozhodčí: Chazz Knoche Čároví: Aleix Espino Luis Estirado Revuelta |

| 3. května 2025 13:00 | Filipíny | 7:1 (1:0, 1:0, 5:1) | Singapur | Lakeside Ice Park, Santiago de Querétaro Návštěvnost: 94 |  |

| Report            |                   |          |                     |                                                         |
| Gianpietro Iseppi | Gianpietro Iseppi | Brankáři | Joshua Shao Ern Lee | Rozhodčí: Chazz Knoche Čároví: Emilio Gomez Sem Ramirez |
| 8 min             | 8 min             | Tresty   | 29 min              | Rozhodčí: Chazz Knoche Čároví: Emilio Gomez Sem Ramirez |
| 52                | 52                | Střely   | 18                  | Rozhodčí: Chazz Knoche Čároví: Emilio Gomez Sem Ramirez |

| 3. května 2025 16:30 | Hongkong | 7:3 (4:2, 0:1, 3:0) | Mongolsko | Lakeside Ice Park, Santiago de Querétaro Návštěvnost: 157 |  |

| Report          |                 |          |                     |                                                                        |
| Ching Ho Cheung | Ching Ho Cheung | Brankáři | Sodlibeg Baatarkhuu | Rozhodčí: Alexander Hlavaty Čároví: Luis Estirado Revuelta Oscar Perez |
| 12 min          | 12 min          | Tresty   | 6 min               | Rozhodčí: Alexander Hlavaty Čároví: Luis Estirado Revuelta Oscar Perez |
| 36              | 36              | Střely   | 25                  | Rozhodčí: Alexander Hlavaty Čároví: Luis Estirado Revuelta Oscar Perez |

| 3. května 2025 20:30 | Mexiko | 9:2 (3:0, 1:1, 5:1) | Severní Korea | Lakeside Ice Park, Santiago de Querétaro Návštěvnost: 764 |  |

| Report          |                 |          |              |                                                               |
| Alfonso de Alba | Alfonso de Alba | Brankáři | Kang Gun Kim | Rozhodčí: Dominic Cadieux Čároví: Zachary Carson Aleix Espino |
| 8 min           | 8 min           | Tresty   | 26 min       | Rozhodčí: Dominic Cadieux Čároví: Zachary Carson Aleix Espino |
| 47              | 47              | Střely   | 23           | Rozhodčí: Dominic Cadieux Čároví: Zachary Carson Aleix Espino |